# Chevilly-Larue
Chevilly-Larue é uma comuna francesa situada no departamento de Vale do Marne, na região da Île-de-France. Seus habitantes são chamados Chevillais.

## Geografia

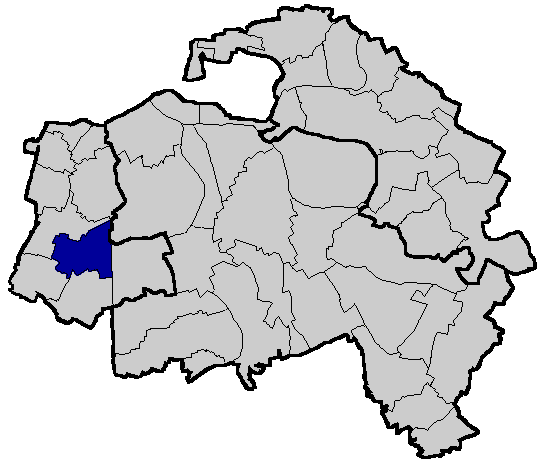
Localização de Chevilly-Larue no Vale do Marne

### Localização
A comuna de Chevilly-Larue está localizada a sete quilômetros ao sul-sudeste de Paris. Ela é limítrofe das municípios de L'Haÿ-les-Roses ao norte, Villejuif e Vitry-sur-Seine ao nordeste, Thiais a leste, Rungis ao sul, Fresnes, a sudoeste.

### Transportes
A estação de Pont de Rungis - Aéroport d'Orly no RER C é a estação RER localizada mais próxima da comuna. 
Chevilly-Larue também é servida pelo Trans-Val-de-Marne, um corredor de ônibus na via paralela à RN 186 atravessando a comuna de leste a oeste, com quatro paradas: Le Delta; Mairie de Chevilly-Larue; Marché International de Rungis; Porte de Thiais.
A comuna está perto de terminal da linha 7 do metrô Villejuif - Louis Aragon.
No final de 2010, um projeto é colocado em discussão como a extensão da linha 14 do metrô de Paris e a implantação de duas estações na cidade. Este projeto também tem sido adotado no âmbito do projeto do Grand Paris Express ; a comuna será servida por volta de 2027, por duas estações de metrô: MIN Porte de Thiais ao sul, e Chevilly Trois Communes localizada em L'Haÿ-les-Roses ao norte.
A linha 7 do tramway d'Île-de-France foi inaugurado e colocado em linha em 16 de novembro de 2013 e liga a comuna a Villejuif - Louis Aragon, terminal da linha 7 do metrô, e o intercâmbio da parada de ônibus de Athis-Mons. Ela serve cinco estações na comuna: Domaine Cherioux, Moulin Vert, Bretagne, Auguste Perret e Porte de Thiais.

## Toponímia
Chevilly, em latim Civiliacum, deve o seu nome à "villa" (domínio agrícola) de um Galo-Romano chamado provavelmente Civilis.
Até o decreto de 5 de setembro de 1920, a cidade tinha o nome de Chevilly, data a qual foi unido o nome de sua aldeia para se diferenciar de Chevilly no Loiret.

## História
Muitos vestígios arqueológicos (armas, ferramentas, sílex, etc.) foram encontrados no território da comuna, certificando-se que foi habitado desde a época paleolítica.
Em 829, Inchadus (ou Inchad), bispo de Paris, deu o senhorio de Civiliacum para o capítulo de Notre Dame, doação confirmada em 985 pelos reis Lotário e Luís ; ela a pertencia até a Revolução.
A primeira igreja destruída em torno de 850-900, os cânones se comprometeram com a sua reconstrução. A igreja Sainte-Colombe foi concluída no século XV. Ele é um velha igreja de campanha, enquadrada em um claustro paroquial, que já foi um cemitério. Sua fachada é em estilo românico cisterciense, a nave tem uma porta de entrada também românica com um lintel. O campanário foi construído no século XIII. Ele é dedicado a Santa Colomba.

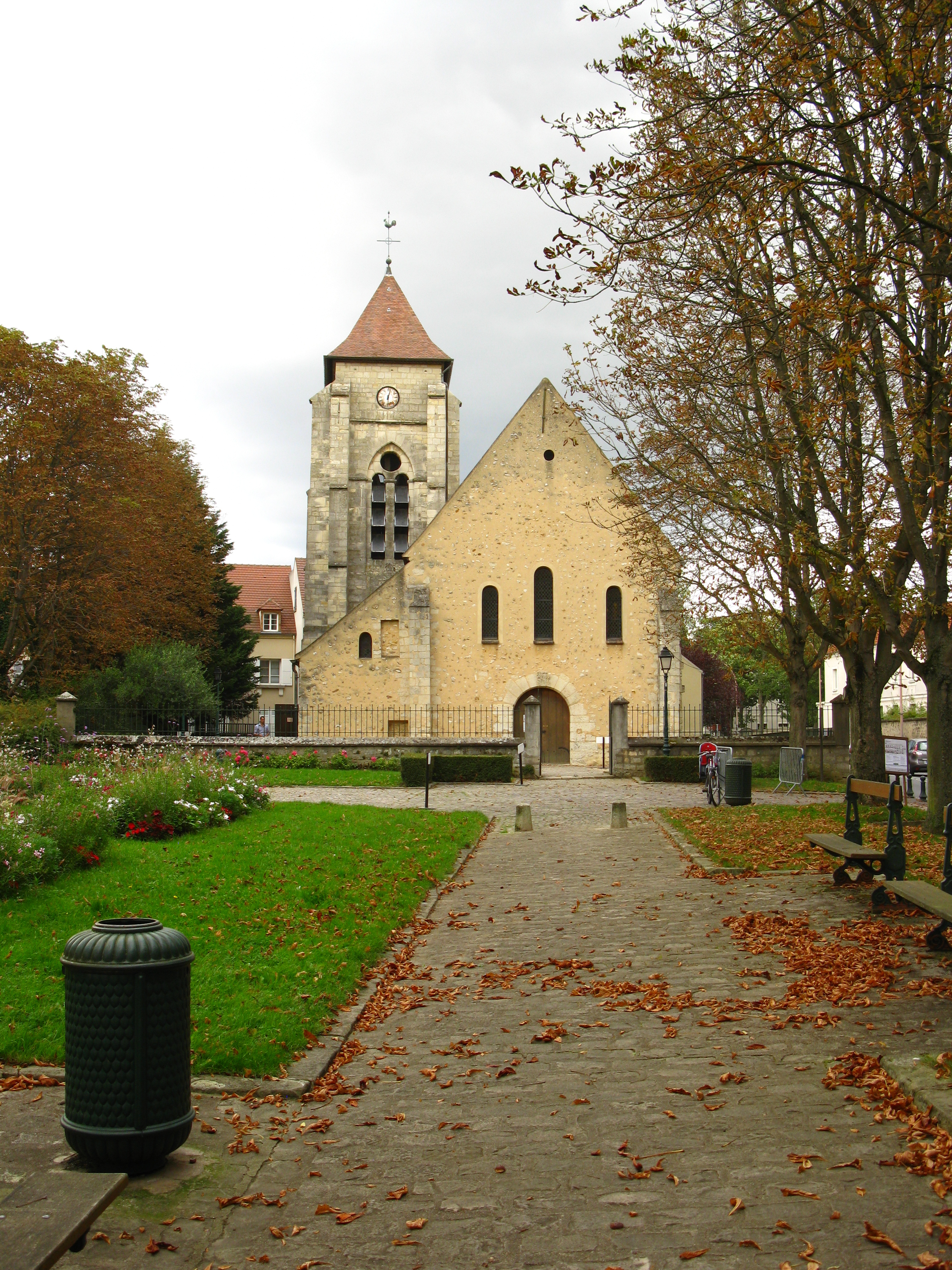
A igreja Sainte-Colombe, uma vez o centro da vila.

Ela é rodeada por uma praça inalterada desde a Idade Média até os dias de hoje, que recebeu uma grande feira de trigo, durante a peregrinação de Sainte-Colombe, no último domingo de julho. É de forma triangular, e é bordeada pelo Seminário das Missões dos Padres do Espírito Santo e o "castelo" de 1760 ao Sul; pela igreja de Sainte-Colombe mencionada anteriormente, bem como as casas da rua Jaume, a Leste; e, finalmente, uma antiga fazenda, que abrigava um comércio de vinhos, a partir de 1945 a 1953, bem como o Mosteiro de Saint-Michel em 1906, no Norte.
No meio do século XIII, Luís VII fundou um mosteiro no lugar chamado "La Saussaye". Este convento serviu de leprosário até por volta de 1500, depois de prisão para uma princesa real de 1742 a sua morte, em 1760. O convento é fechado em 1769. Então, não há mais em La Saroussaie que uma grande fazenda, cuja localização é agora ocupada pelo centro l'Oréal.
No início do século XV, Raymond Raguier, senhor de L'Haÿ, fundou o povoado de Chevilly para hospedar seu povo. Além disso, o campanário da igreja Sainte-Colombe foi ali reconstruído.
Em 1709, a paróquia de Chevilly tinha cerca de 250 habitantes. Ela inclui o pequeno burgo de Chevilly em torno da igreja e duas povoações : a aldeia de "La Rue" e o convento de "La Saussaye".
Sob o reinado de Luís XV mansões e casas de caça foram construídos em Chevilly e em Larue. Barthélémy Thoinard de Jouy, primo de Madame de Pompadour, comprou a antiga fazenda do Capítulo e a construiu no parque um pavilhão de caça que o rei inaugurou em 1760. Mas o proprietário não teve nenhum meio de seu modo de vida e ele é confinado por dívida no château de Pierre-Encise perto de Lyon. Seus credores alugaram a propriedade ao príncipe de Mônaco de 1762 a 1767. Negociações sobre a abdicação de Napoleão foram realizadas no "castelo" de Chevilly em 4 e 5 de abril de 1814
Em 1758, o família principesca de Rohan-Guéménée e adquiriram o domínio na frente (no local do mosteiro Saint-Michel) e o venderam em 1781, após a morte da princesa viúva de Rohan-Guéménée em 20 de agosto de 1780 em Chevilly.
O édito de 25 de junho 1787, reuniu em um único município as paróquias de Chevilly e Lay. Em 14 de abril de 1789, um livro de reclamações, a comuna é inscrito para as duas paróquias. Se o ato de 14 de dezembro de 1789 cria a comuna, foi apenas em 17 de março de 1793 que as duas antigas paróquias que foram construídos pelos indivíduos da comuna.

### Século XX
Por decreto de 5 de setembro de 1920, Chevilly torna-se Chevilly-Larue.
Nesta cidade, poucos milhares de habitantes viveram por longo tempo da jardinagem, da cultura floral ou dos trabalhos de campo. Mas de 1954 a 1962, a população triplicou, progredindo depois de passar a barra dos 18 000 no último censo. Centenas de pavilhões e edifícios foram construídos. Chevilly-Larue em breve será servida pela estação Chevilly Trois Communes do metrô (linha 14), e as obras do futuro tramway a ligarão a Villejuif e Orly.

## Cultura e patrimônio

### Lugares e monumentos
- Igreja Sainte-Colombe, inscrito nos monumentos históricos em 1928[6]
- Pavilhão do século XVIII, inscrito nos monumentos históricos em 1928[7]
- Capela do Bom Pastor[8].

### Personalidades ligadas à comuna
- Louis Pierre de Cubières (1747-1821), escudeiro do rei Luís XVI.
- Rosa Bonheur (1822-1899), pintora e escultora.
- Morice Lipsi, escultor;
- Ioana Olteș, artista-pintor franco-romeno;
- Étienne M'Bappé, guitarrista de jazz;
- Dominique Nicolas (1958), guitarrista do grupo Indochine.